# Pulicicochlea astropyga
Pulicicochlea astropyga is een slakkensoort uit de familie van de Eulimidae. De wetenschappelijke naam van de soort is voor het eerst geldig gepubliceerd in 1978 door Ponder & Gooding.